# Dicranomyia zernyi
Dicranomyia zernyi là một loài ruồi trong họ Limoniidae. Chúng phân bố ở miền Cổ bắc.